# Serious Moonlight
Serious Moonlight (bra: Armadilhas do Amor) é um filme independente de comédia de humor negro de 2009 dirigido por Cheryl Hines. Estrelado por Meg Ryan, Timothy Hutton, Kristen Bell, e Justin Long. Foi lançado pela Magnolia Pictures em 4 de dezembro de 2009.

## Sinopse
Quando Louise, uma advogada (Meg Ryan), descobre que seu marido Ian (Timothy Hutton) está prestes a deixá-la por outra mulher Sara (Kristen Bell), ela o impede de fazê-lo prendendo-o numa cadeira. Ela tenta persuadir e convencer-lhe que ele ainda a ama, mas tudo o que ela diz não o faz mudar de ideia. Ele mente e promete que ele ainda a ama e não vai fugir quando ela libera-lo. Quando ele tenta escapar, ela nocauteia com um vaso de flores e o amarra no banheiro. Ela então sai de casa para comprar mantimentos para fazer um "jantar romântico". Enquanto ela está fora, um menino de serviço do gramado vem para cortar a grama, e Ian grita com sucesso para obter ajuda e recebe sua atenção. O menino, percebendo que não há mais ninguém na casa, começa a roubar a sua casa. Quando Louise retorna, o ladrão ataca e leva-a para o banheiro com Ian. Durante seu cativeiro, Ian percebe que ainda ama sua esposa, e que o casal se reconcilia. Na manhã seguinte, Sara (a amante de Ian) vem para a casa, furiosa que Ian não apareceu no aeroporto para ir para Paris com ela. Os assaltantes colocar Sara para o banheiro com o casal reconciliado, e os três discutem a situação do seu triângulo amoroso. Eles conseguem escapar , chamando a polícia com o celular de Sara, que está em seu bolso traseiro. Depois de todo o calvário, Ian escolhe ficar com Louise.
Algum tempo depois, Ian e Louise ter vendido sua casa e estão se afastando. Eles tiveram um filho, pois tinham tentado no passado. Eles decidem almoçar uma última vez na cidade antes de se mudarem. Enquanto caminhavam para o restaurante, que, após passar pelo mesmo ladrão que roubou sua casa, e o assaltante acena para eles em reconhecimento. Louise olha para o lado e vai embora rapidamente, e Ian parece atordoado (o que implica que ela organizou o roubo).[carece de fontes?]

## Elenco
- Meg Ryan como Louise
- Timothy Hutton como Ian
- Kristen Bell como Sara
- Justin Long como Todd

## Produção
Em 2006, um ano antes das filmagens, a autor do roteiro, Adrienne Shelly, foi assassinada em Nova York. Seu viúvo, Andy Ostroy, atuou como produtor do filme. O filme marca a estreia na direção de Cheryl Hines, que co-estrelou ao lado de Shelly em Waitress. "Eu me sinto um grande sentimento de orgulho de dirigir este filme", disse Hines. "Eu tinha tanto respeito por Adrienne e o trabalho que ela fez. E eu amo tanto escrever. Esse tom é realmente na minha casa do leme."

## Lançamento
O filme estreou no Festival de Cinema de Tribeca em abril de 2009.
Em 28 de julho, Magnolia Pictures revelou que tinha adquirido os direitos norte-americanos para o filme. Foi lançado via programa VOD Ultra da Magnolia, fornecendo uma plataforma de 50 milhões de famílias. Isto foi seguido por uma liberação no cinema em 4 de dezembro de 2009
Myriad Pictures distribui o filme fora da América do Norte.

## Recepção
O Metacritic, que usa uma média ponderada, atribuiu ao filme uma pontuação de 36 em 100, baseado em 16 críticos, indicando críticas "geralmente desfavoráveis". No site agregador de críticas Rotten Tomatoes, 23% das 39 resenhas dos críticos são positivas.